# Listă de pictori chinezi
- Această pagină este o listă de pictori chinezi.

| pinyin               | Wade-Giles         | nume (chineză tradițională) | Chineză simplificată name | Perioadă                    | Note                                                                        |
| -------------------- | ------------------ | --------------------------- | ------------------------- | --------------------------- | --------------------------------------------------------------------------- |
| An Zhengwen          | An Cheng-wen       | 安正文                      | 安正文                    | Dinastia Ming               |                                                                             |
| Biān Jǐngzhāo        | Pien Ching-chao    | 邊景昭                      | 边景昭                    | Dinastia Ming               |                                                                             |
| Biān Shòumín         | Pien Shou-min      | 邊壽民                      | 边寿民                    | 1684–1752                   |                                                                             |
| Cao Buxing           | Ts'ao Pu-hsing     | 曹不興                      | 曹不兴                    | sec. III                    |                                                                             |
| Cáo Xuěqín           | Ts'ao Hsueh-ch'in  | 曹雪芹                      | 曹雪芹                    | 1715–1763                   | și scriitor                                                                 |
| Cao Zhibai           | Ts'ao Chih-pai     | 曹知白                      | 曹知白                    | 1272–1355                   |                                                                             |
| Chang Shuhong        | Ch'ang Shu-hung    | 常書鴻                      | 常书鸿                    | 1904–1994                   |                                                                             |
| Cheng Ji             | Ch'eng Chi         | 程及                        | 程及                      | 1912–2005                   |                                                                             |
| Chén Chún            | Ch'en Ch'un        | 陳淳                        | 陈淳                      | 1483–1544                   |                                                                             |
| Chen Daofu           | Ch'en Tao-fu       | 陳道復                      | 陈道复                    | 1480–1544                   |                                                                             |
| Chen Hong            | Ch'en Hung         | 陳閎                        | 陈闳                      | Dinastia Tang               |                                                                             |
| Chén Hóngshòu        | Ch'en Hung-shou    | 陳洪綬                      | 陈洪绶                    | 1598–1652                   |                                                                             |
| Chén Jìrú            | Ch'en Chi-ju       | 陳繼儒                      | 陈继儒                    | 1558–1639                   |                                                                             |
| Chen Lin             | Ch'en Lin          | 陳琳                        | 陈琳                      | Dinastia Yuan               |                                                                             |
| Chen Lu              | Ch'en Lu           | 陳錄                        | 陈录                      | Dinastia Ming               |                                                                             |
| Chén Róng            | Ch'en Jung         | 陳榮                        | 陈荣                      | 1235–1262                   |                                                                             |
| Chen Yifei           | Ch'en I-fei        | 陳逸飛                      | 陈逸飞                    | 1946–2005                   | și designer de modă și regizor de film; fratele lui Chen Yiming             |
| Chen Zhifo           | Ch'en Chih-fo      | 陳之佛                      | 陈之佛                    | 1896–1962                   |                                                                             |
| Cheng Jiasui         | Ch'eng Chia-sui    | 程嘉燧                      | 程嘉燧                    | 1565–1643                   |                                                                             |
| Cheng Shifa          | Ch'eng Shih-fa     | 程十髮                      | 程十发                    | 1921–2007                   |                                                                             |
| Chéng Zhèngkuí       | Ch'eng Cheng-k'ui  | 程正揆                      | 程正揆                    | 1604–1670                   |                                                                             |
| Chéng Suì            | Ch'eng Sui         | 程邃                        | 程邃                      | 1605–1691                   |                                                                             |
| Cuī Zǐzhōng          | Ts'ui Tzu-chung    | 崔子忠                      | 崔子忠                    | ?–1644                      | [ 1 ]                                                                       |
| Cuī Bái              | Tsui Po            | 崔白                        | 崔白                      | Dinastia Song               |                                                                             |
| Dài Jìn              | Tai Chin           | 戴進                        | 戴进                      | 1388–1462                   |                                                                             |
| Dai Xi               | Tai Hsi            | 戴熙                        | 戴熙                      | 1801–1860                   |                                                                             |
| Dài Xuézhèng         | Tai Hsüeh-cheng    | 戴學正                      | 戴学正                    | 1915–1983                   |                                                                             |
| Dèng Shírú           | Teng Shih-ju       | 鄧石如                      | 邓石如                    | Dinastia Qing               |                                                                             |
| Dīng Guānpéng        | Ting Kuan-p'eng    | 丁觀鵬                      | 丁观鹏                    | Dinastia Qing               |                                                                             |
| Ding Yunpeng         | Ting Yün-p'eng     | 丁云鵬                      | 丁云鹏                    | 1547–1628                   |                                                                             |
| Dǒng Qíchāng         | Tung Ch'i-ch'ang   | 董其昌                      | 董其昌                    | 1555–1636                   |                                                                             |
| Dǒng Yúan            | Tung Yüan          | 董源                        | 董源                      | 934–962                     |                                                                             |
| Du Jin               | Tu Chin            | 杜堇                        | 杜堇                      | Dinastia Ming               |                                                                             |
| Du Qiong             | Tu Ch'iung         | 杜瓊                        | 杜琼                      | 1396–1474                   |                                                                             |
| Fàn Kuān             | Fan K'uan          | 范寬                        | 范宽                      | Dinastia Song               |                                                                             |
| Fan Qi               | Fan Ch'i           | 樊圻                        | 樊圻                      | Dinastia Qing               |                                                                             |
| Fāng Cóngyì          | Fang Ts'ung-i      | 方從義                      | 方从义                    | Dinastia Yuan               |                                                                             |
| Fei Danxu            | Fei Tan-hsü        | 費丹旭                      | 费丹旭                    | Dinastia Qing               |                                                                             |
| Fù Bàoshí            | Fu Pao-shih        | 傅抱石                      | 傅抱石                    | 1904–1965                   | nepotul lui Jenny Pat                                                       |
| Gai Qi               | Kai Ch'i           | 改琦                        | 改琦                      | 1774–1829                   |                                                                             |
| Gao Cen              | Kao Ts'en          | 高岑                        | 高岑                      | Dinastia Qing               |                                                                             |
| Gāo Fènghàn          | Kao Feng-han       | 高鳳翰                      | 高凤翰                    | 1683–1749                   |                                                                             |
| Gāo Kègōng           | Kao K'o-kung       | 高克恭                      | 高克恭                    | 1248–1310                   |                                                                             |
| Gāo Qípeì            | Kao Ch'i-p'ei      | 高其佩                      | 高其佩                    | 1660–1734                   |                                                                             |
| Gao Xiang            | Kao Hsiang         | 高翔                        | 高翔                      | 1688–1753                   |                                                                             |
| Gong Kai             | Kung K'ai          | 龔開                        | 龚开                      | 1222–1307                   |                                                                             |
| Gōng Xián            | Kung Hsien         | 龔賢                        | 龚贤                      | 1618–1689                   |                                                                             |
| Gù Ān                | Ku An              | 顧安                        | 顾安                      | 1289–?                      |                                                                             |
| Gù Hóngzhōng         | Ku Hung-chung      | 顧閎中                      | 顾闳中                    | c. 937 – c. 975             |                                                                             |
| Gù Kǎizhī            | Ku K'ai-chih       | 顧愷之                      | 顾恺之                    | c. 345 – c. 406             |                                                                             |
| Gu Zhengyi           | Ku Cheng-i         | 顧正誼                      | 顾正谊                    | Dinastia Ming               |                                                                             |
| Guan Daosheng        | Kuan Tao-sheng     | 管道升                      | 管道升                    | Dinastia Yuan               |                                                                             |
| Guo Chun             | Kuo Ch'un          | 郭純                        | 郭纯                      | 1370–1444                   |                                                                             |
| Guan Tong            | Kuan T'ung         | 關仝                        | 关仝                      | 906–960                     |                                                                             |
| Guō Xī               | Kuo Hsi            | 郭熙                        | 郭熙                      | 1020–1090                   |                                                                             |
| Guo Zhongshu         | Kuo Chung-shu      | 郭忠恕                      | 郭忠恕                    | ?–977                       |                                                                             |
| Hán Gàn              | Han Kan            | 韓幹                        | 韩干                      | 706–783                     |                                                                             |
| Hong Ren             | Hung Jen           | 弘仁                        | 弘仁                      | 1610–1664                   | călugăr budist                                                              |
| Ho Kan               | Huo Hsueh-Kang     | 霍剛                        | 霍剛                      | 1932                        | Ton Fan Group founder                                                       |
| Hú Jiéqīng           | Hu Chieh-ch'ing    | 胡絜青                      | 胡絜青                    | 1905–2001                   |                                                                             |
| Hu Zao               | Hu Tsao            | 胡慥                        | 胡慥                      | Dinastia Qing               |                                                                             |
| Hu Zaobin            | Wu Cho-Bun         | 胡藻斌                      | 胡藻斌                    | 1897–1942                   |                                                                             |
| Hua Yan              | Hua Yen            | 華喦                        | 华岩                      | Dinastia Qing               |                                                                             |
| Huang Ding           | Huang Ting         | 黃鼎                        | 黄鼎                      | Dinastia Qing               |                                                                             |
| Huang Ji             | Huang Chi          | 黃濟                        | 黄济                      | Dinastia Ming               |                                                                             |
| Huáng Shèn           | Huang Shen         | 黃慎                        | 黄慎                      | 1687–1772                   |                                                                             |
| Huáng Quán           | Huang Chüan        | 黃荃                        | 黄荃                      | 903–965                     |                                                                             |
| Huáng Gōngwàng       | Huang Kung-wang    | 黃公望                      | 黄公望                    | 1269–1354                   |                                                                             |
| Huáng Bīnhóng        | Huang Pin-hung     | 黃賓虹                      | 黄宾虹                    | 1864–1955                   |                                                                             |
| Ji Kang              | Chi Kang           | 季康                        | 季康                      | sfârșitul Dinastiei Qing    |                                                                             |
| Ji Sheng             | Chi Sheng          | 計盛                        | 计盛                      | Dinastia Ming               |                                                                             |
| Jiāo Bǐngzhēn        | Chiao Ping-chen    | 焦秉貞                      | 焦秉贞                    | 1689–1726                   | [ 2 ]                                                                       |
| Jiǎng Tíngxí         | Chiang T'ing-hsi   | 蔣廷錫                      | 蒋廷锡                    | 1669–1732                   |                                                                             |
| Jin Nong             | Chin N'ung         | 金農                        | 金农                      | 1687–1764                   |                                                                             |
| Jīn Tíngbiāo         | Chin T'ing-piao    | 金廷標                      | 金廷标                    | Dinastia Qing               |                                                                             |
| Jū Cháo              | Chü Ch'ao          | 居巢                        | 居巢                      | 1811–1865                   |                                                                             |
| Ju Lian              | Chü Lien           | 居廉                        | 居廉                      | 1828–1904                   | [ 3 ]                                                                       |
| Juran                | Chü-jan            | 巨然                        | 巨然                      | sec. X.                     |                                                                             |
| Ke Jiusi             | K'o Chiu-ssu       | 柯九思                      | 柯九思                    | 1290–1343                   | notabil pentru poeziile sale                                                |
| Kūn Cán              | K'un Ts'an         | 髡殘                        | 髡残                      | Dinastia Qing               | călugăr budist                                                              |
| Lán Yīng             | Lan Ying           | 藍瑛                        | 蓝瑛                      | 1585–1664                   |                                                                             |
| Lěng Mèi             | Leng Mei           | 冷枚                        | 冷枚                      | Dinastia Qing               |                                                                             |
| Lǐ Chéng             | Li Ch'eng          | 李成                        | 李成                      | 919–967                     |                                                                             |
| Li Di                | Li Ti              | 李迪                        | 李迪                      | ca. 1100 – după 1197        |                                                                             |
| Lǐ Fāngyīng          | Li Fang-ying       | 李方膺                      | 李方膺                    | 1695–1755                   |                                                                             |
| Li Gonglin           | Li Gong-lin        | 李公麟,                     | 李公麟                    | 1049–1106                   |                                                                             |
| Lǐ Kàn               | Li K'an            | 李衎                        | 李衎                      | 1244–1320                   |                                                                             |
| Li Keran             | Li K'e-jan         | 李可染                      | 李可染                    | 1907–1989                   | tatăl lui Li Xiaoke                                                         |
| Li Rongjin           | Li Jung-chin       | 李容瑾                      | 李容瑾                    | Dinastia Yuan               |                                                                             |
| Lǐ Shàn              | Li Shan            | 李鱓                        | 李鳝                      | 1686? – c. 1762             |                                                                             |
| Li Shida             | Li Shih-ta         | 李士達                      | 李士达                    | Dinastia Ming               |                                                                             |
| Li Shixing           | Li Shih-hsing      | 李士行                      | 李士行                    | 1282–1328                   |                                                                             |
| Li Song              | Li Sung            | 李嵩                        | 李嵩                      | active 1190–1230            |                                                                             |
| Lǐ Táng              | Li T'ang           | 李唐                        | 李唐                      | 1047–1127                   |                                                                             |
| Li Zai               | Li Tsai            | 李在                        | 李在                      | ?–1431                      |                                                                             |
| Liáng Kǎi            | Liang K'ai         | 梁楷                        | 梁楷                      | Dinastia Song               |                                                                             |
| Lín Liáng            | Lin Liang          | 林良                        | 林良                      | 1416–1480                   |                                                                             |
| Lin Tinggui          | Lin T'ing-kuei     | 林庭珪                      | 林庭珪                    | Southern Song Dinastia      |                                                                             |
| Liu Haisu            | Liu Hai-su         | 劉海粟                      | 刘海粟                    | 1896–1994                   |                                                                             |
| Liu Jue              | Liu Chüeh          | 劉玨                        | 刘珏                      | 1409–1472                   |                                                                             |
| Liu Jun              | Liu Chün           | 劉俊                        | 刘俊                      | Dinastia Ming               |                                                                             |
| Lǚ Jì                | Lü Chi             | 呂紀                        | 吕纪                      | 1477–?                      |                                                                             |
| Lu Guang             | Lu Kuang           | 陸廣                        | 陆广                      | Dinastia Yuan               |                                                                             |
| Lù Zhì               | Lu Chih            | 陸治                        | 陆治                      | Dinastia Ming               |                                                                             |
| Luó Mù               | Lo Mu              | 羅牧                        | 罗牧                      | 1622–?                      |                                                                             |
| Luó Pìn              | Lo P'in            | 羅聘                        | 罗聘                      | 1733–1799                   |                                                                             |
| Luo Zhichuan         | Lo Chih-ch'uan     | 羅稚川                      | 罗稚川                    | Dinastia Yuan               |                                                                             |
| Ma Lin               | Ma Lin             | 馬麟                        | 马麟                      | Dinastia Song               |                                                                             |
| Ma Shi               | Ma Shih            | 馬軾                        | 马轼                      | Dinastia Ming               |                                                                             |
| Mǎ Wǎn               | Ma Wan             | 馬琬                        | 马琬                      | Dinastia Yuan               |                                                                             |
| Ma Yuan              | Ma Yüan            | 馬遠                        | 马远                      | Dinastia Song               |                                                                             |
| Ma Yuanyu            | Ma Yüan-yü         | 馬元馭                      | 马元驭                    | Dinastia Qing               |                                                                             |
| Méi Qīng             | Mei Ch'ing         | 梅清                        | 梅清                      | Dinastia Qing               |                                                                             |
| Mi Fu                | Mi Fu              | 米芾                        | 米芾                      | 1051–1107                   | caligraf                                                                    |
| Miao Fu              | Miao Fu            | 繆輔                        | 缪辅                      | Dinastia Ming               |                                                                             |
| Min Zhen             | Min Chen           | 閔貞                        | 闵贞                      | Dinastia Qing               |                                                                             |
| Mu Qi                | Mu Ch'i            | 牧谿                        | 牧谿                      | Southern Song Dinastia      |                                                                             |
| Ni Duan              | Ni Tuan            | 倪端                        | 倪端                      | 1436–1505                   |                                                                             |
| Ni Tian              | Ni T'ien           | 倪田                        | 倪田                      | 1855–1919                   |                                                                             |
| Ní Yuánlù            | Ni Yüan-lu         | 倪元璐                      | 倪元璐                    | 1593–1644                   |                                                                             |
| Ní Zàn               | Ni Tsan            | 倪瓚                        | 倪瓒                      | 1301–1374                   |                                                                             |
| Pán Tiānshòu         | P'an T'ien-shou    | 潘天壽                      | 潘天寿                    | 1897–1971                   |                                                                             |
| Pú Huá               | P'u Hua            | 蒲華                        | 蒲华                      | Dinastia Qing               |                                                                             |
| Pǔ Rú                | P'u Hsin-yu        | 溥儒                        | 溥儒                      | 1887–1963                   |                                                                             |
| Pǔ Xīnyú             | P'u Hsin-yu        | 溥心畬                      | 溥心畲                    | 1896－1963                  | Manciurian, regalitate Qing                                                 |
| Qí Báishí            | Ch'i Pai-shih      | 齊白石                      | 齐白石                    | 1863–1957                   |                                                                             |
| Qian Du              | Ch'ien Tu          | 錢杜                        | 钱杜                      | Dinastia Qing               |                                                                             |
| Qian Gu              | Ch'ien Ku          | 錢谷                        | 钱谷                      | 1508–?                      |                                                                             |
| Qián Xuǎn            | Ch'ien Hsüan       | 錢選                        | 钱选                      | 1235–1305                   |                                                                             |
| Qiú Yīng             | Ch'iu Ying         | 仇英                        | 仇英                      | Dinastia Ming               |                                                                             |
| Qu Ding              | Ch'ü Ting          | 屈鼎                        | 屈鼎                      | Dinastia Song               |                                                                             |
| Qu Qianmei           | Ch'ü Ch'ien-mei    | 瞿倩梅                      | 瞿倩梅                    | born 1956                   | [ necesită citare ]                                                         |
| Rèn Rénfā            | Jen Jen-fa         | 任仁發                      | 任仁发                    | 1254–1327                   |                                                                             |
| Rèn Xióng            | Jen Hsiung         | 任熊                        | 任熊                      | 1823–1857                   | fratele lui Ren Yi                                                          |
| Rèn Xūn              | Jen Hsün           | 任薰                        | 任薰                      | 1835–1893                   |                                                                             |
| Rèn Yí               | Jen I              | 任頤                        | 任颐                      | 1840–1896                   | fratele lui Ren Xiong                                                       |
| Shang Xi             | Shang Hsi          | 商喜                        | 商喜                      | ca. 1430–1440               |                                                                             |
| Shao Mi              | Shao Mi            | 邵彌                        | 邵弥                      | 1592–1642                   | călugăr budist                                                              |
| Shěn Quán            | Shen Ch'üan        | 沈銓                        | 沈铨                      | 1682–1760                   |                                                                             |
| Shen Shichong        | Shen Shih-ch'ung   | 沈士充                      | 沈士充                    | Dinastia Ming               |                                                                             |
| Shěn Zhōu            | Shen Chou          | 沈周                        | 沈周                      | 1427–1509                   | maestrul lui Wen Zhengming                                                  |
| Shèng Mào            | Sheng Mao          | 盛懋                        | 盛懋                      | Dinastia Yuan               |                                                                             |
| Sheng Maoye          | Sheng Mao-yeh      | 盛茂燁                      | 盛茂烨                    | Dinastia Ming               |                                                                             |
| Shi Rui              | Shih Jui           | 石銳                        | 石锐                      | Dinastia Ming               |                                                                             |
| Shí Tāo              | Shih T'ao          | 石濤                        | 石涛                      | 1642–1707                   |                                                                             |
| Emperor Song Huizong | Sung Hui-tsung     | 宋徽宗                      | 宋徽宗                    | 1080–1135                   |                                                                             |
| Song Maojin          | Sung Mao-chin      | 宋懋晉                      | 宋懋晋                    | Dinastia Ming               |                                                                             |
| Song Xu              | Sung Hsü           | 宋旭                        | 宋旭                      | Dinastia Ming               |                                                                             |
| Sun Junze            | Sun Chün-tse       | 孫君澤                      | 孙君泽                    | Dinastia Yuan               |                                                                             |
| Sūn Kèhóng           | Sun K'o-hung       | 孫克弘                      | 孙克弘                    | 1533–1611                   |                                                                             |
| Sūn Lóng             | Sun Lung           | 孫隆                        | 孙隆                      | Dinastia Ming               |                                                                             |
| Tang Di              | T'ang Ti           | 唐棣                        | 唐棣                      | Dinastia Yuan               |                                                                             |
| Tang Yifen           | T'ang I-fen        | 湯貽汾                      | 汤贻汾                    | Dinastia Qing               |                                                                             |
| Táng Yín             | T'ang Yin          | 唐寅                        | 唐寅                      | 1470–1523                   | numele Zi este Bohu                                                         |
| Wáng Duó             | Wang Tuo           | 王鐸                        | 王铎                      | 1592–1652                   | caligraf                                                                    |
| Wang E               | Wang O             | 王諤                        | 王谔                      | Dinastia Yuan               |                                                                             |
| Wáng Fú              | Wang Fu            | 王紱                        | 王绂                      | 1362–1416                   |                                                                             |
| Wang Guxiang         | Wang Ku-hsiang     | 王谷祥                      | 王谷祥                    | 1501–1568                   |                                                                             |
| Wang Hui             | Wang Hui           | 王翬                        | 王翚                      | Dinastia Qing               |                                                                             |
| Wáng Jiàn            | Wang Jian          | 王鑒                        | 王 鉴                     | 1598–1677                   |                                                                             |
| Wáng Lǚ              | Wang Lü            | 王履                        | 王履                      | 1332–?                      |                                                                             |
| Wáng Miǎn            | Wang Mien          | 王冕                        | 王冕                      | 1287–1359                   |                                                                             |
| Wáng Méng            | Wang Meng          | 王蒙                        | 王蒙                      | 1308–1385                   |                                                                             |
| Wang Qiucen          | Wáng Ch'iu-ts'en   | 王秋岑                      | 王秋岑                    | 1912–1993                   |                                                                             |
| Wáng Shímǐn          | Wang Shih-min      | 王時敏                      | 王时敏                    | 1592–1680                   |                                                                             |
| Wang Shishen         | Wang Shih-sen      | 汪士慎                      | 汪士慎                    | Dinastia Qing               |                                                                             |
| Wáng Wéi             | Wang Wei           | 王維                        | 王维                      | 701–761                     |                                                                             |
| Wáng Wǔ              | Wang Wu            | 王武                        | 王武                      | 1632–1690                   |                                                                             |
| Wang Yi              | Wang I             | 王繹                        | 王绎                      | 1330–?                      |                                                                             |
| Wang Yuan            | Wang Yüan          | 王淵                        | 王渊                      | Dinastia Yuan               |                                                                             |
| Wang Yuanqi          | Wang Yüan-ch'i     | 王原祁                      | 王原祁                    | Dinastia Qing               |                                                                             |
| Wáng Xīmèng          | Wang Hsi-meng      | 王希孟                      | 王希孟                    | ?–1120?                     |                                                                             |
| Wáng Zhènpéng        | Wang Chen-p'eng    | 王振鵬                      | 王振鹏                    | Dinastia Yuan               |                                                                             |
| Wang Zhongyu         | Wang Chung-yü      | 王仲玉                      | 王仲玉                    | Dinastia Ming               |                                                                             |
| Wén Bórén            | Wen Po-jen         | 文伯仁                      | 文伯仁                    | 1502–1575                   |                                                                             |
| Wen Jia              | Wen Chia           | 文嘉                        | 文嘉                      | 1501–1583                   |                                                                             |
| Wén Tóng             | Wen T'ung          | 文同                        | 文同                      | 1018–1079                   | nume stilizat: Yuke (与可)                                                  |
| Wén Zhēngmíng        | Wen Cheng-ming     | 文徵明                      | 文徵明                    | 1470–1559                   | tatăl lui Wen Jia                                                           |
| Weng Zhan Qiu        | Weng Chan Ch’iu    | 翁佔秋                      | 翁占秋                    | 1900–1945                   | popular cunoscut sub numele de Ong Schan Tchow alias Yung Len Kwui (翁联桂) |
| Wú Bīn               | Wu Pin             | 吳彬                        | 吴彬                      | Dinastia Ming               |                                                                             |
| Wú Chāngshuò         | Wu Ch'ang-shuo     | 吳昌碩                      | 吴昌硕                    | 1844–1927                   |                                                                             |
| Wu Daozi             | Wu Tao-tzu         | 吳道子                      | 吴道子                    | 710–780                     |                                                                             |
| Wú Dàoxuán           | Wu Tao-hsan        | 吳道玄                      | 吴道玄                    | 685–758                     |                                                                             |
| Wu Guanzhong         | Wu Kuan-chung      | 吳冠中                      | 吴冠中                    | 1919–2010                   |                                                                             |
| Wú Hóng              | Wu Hung            | 吳宏                        | 吴宏                      | Dinastia Qing               |                                                                             |
| Wú Lì                | Wu Li              | 吳歷                        | 吴历                      | 1632–1718                   |                                                                             |
| Wu Shixian           | Wu Shih-hsien      | 吳石仙                      | 吴石仙                    | Dinastia Qing               |                                                                             |
| Wu Wei               | Wu Wei             | 吳偉                        | 吴伟                      | 1459–1508                   |                                                                             |
| Wú Zhèn              | Wu Chen            | 吳鎮                        | 吴镇                      | 1280–1354                   |                                                                             |
| Wuzhun Shifan        | Wu Chun Shih Fan   | 無準師範                    | 无準师範                  | 1178–1249                   |                                                                             |
| Wú Zuòrén            | Wu Tso-jen         | 吳作人                      | 吴作人                    | 1908–1997                   |                                                                             |
| Xi Gang              | Hsi Kang           | 奚岡                        | 奚冈                      | Dinastia Qing               |                                                                             |
| Xià Chǎng            | Hsia Ch'ang        | 夏昶                        | 夏昶                      | 1388–1470                   |                                                                             |
| Xia Gui              | Hsia Kui           | 夏圭                        | 夏圭                      | Dinastia Song               |                                                                             |
| Xia Shuwen           | Hsia Shu-wen       | 夏叔文                      | 夏叔文                    | Dinastia Ming               |                                                                             |
| Xia Yong             | Hsia Yung          | 夏永                        | 夏永                      | Dinastia Yuan               |                                                                             |
| Xiàng Shèngmó        | Hsiang Sheng-mo    | 項聖謨                      | 项圣谟                    | 1597–1658                   |                                                                             |
| Xiāo Yúncóng         | Hsiao Yün-ts'ung   | 蕭雲從                      | 萧云从                    | 1596–1673                   |                                                                             |
| Xie Huan             | Hsieh Huan         | 謝環                        | 谢环                      | (c. 1370–1450)              |                                                                             |
| Xiè Shíchén          | Hsieh Shih-ch'en   | 謝時臣                      | 谢时臣                    | 1488–?                      |                                                                             |
| Xie Sun              | Hsieh Sun          | 謝蓀                        | 谢荪                      | Dinastia Qing               |                                                                             |
| Xú Bēihóng           | Hsü Pei-hung       | 徐悲鴻                      | 徐悲鸿                    | 1895–1953                   | fiul cel mai mare al lui Xu Boyang                                          |
| Xǔ Dàoníng           | Hsü Tao-ning       | 許道寧                      | 许道宁                    | Dinastia Song               |                                                                             |
| Xū Gǔ                | Hsü Ku             | 虛谷                        | 虚谷                      | Dinastia Qing               |                                                                             |
| Xú Wèi               | Hsü Wei            | 徐渭                        | 徐渭                      | 1521–1593                   |                                                                             |
| Xú Xī                | Hsü Hsi            | 徐熙                        | 徐熙                      | 937–975                     |                                                                             |
| Yan Hui              | Yen Hui            | 顏輝                        | 颜辉                      | Dinastia Yuan               |                                                                             |
| Yán Lìběn            | Yen Li-pen         | 閻立本                      | 阎立本                    | ?-–673                      |                                                                             |
| Yang Borun           | Yang Pojun         | 楊伯潤                      | 杨伯润                    | Dinastia Qing               |                                                                             |
| Yang Jin             | Yang Chin          | 楊晉                        | 杨晋                      | Dinastia Qing               |                                                                             |
| Yáng Wéizhēn         | Yang Wei-chen      | 楊維楨                      | 杨维桢                    | 1296–1370                   |                                                                             |
| Yao Tingmei          | Yao T'ing-mei      | 姚廷美                      | 姚廷美                    | Dinastia Yuan               |                                                                             |
| Yè Xīn               | Yeh Hsin           | 葉欣                        | 叶欣                      | Dinastia Qing               |                                                                             |
| Yì Yuánjí            | I Yüan-chi         | 易元吉                      | 易元吉                    | (ca. 1000 – ca. 1064)       | cunoscut pentru picturile sale reprezentând maimuțe                         |
| Yuan Jiang           | Yüan Chiang        | 袁江                        | 袁江                      | Dinastia Qing               |                                                                             |
| Yuan Yao             | Yüan Yao           | 袁耀                        | 袁耀                      | Dinastia Qing               |                                                                             |
| Yun Shouping         | Yün Shou-p'ing     | 惲壽平                      | 恽寿平                    | 1633–1690                   |                                                                             |
| Yu Zhiding           | Yü Chih-ting       | 禹之鼎                      | 禹之鼎                    | 1647–1716                   |                                                                             |
| Zeng Jing            | Tseng Ching        | 曾鯨                        | 曾鲸                      | 1568–1650                   |                                                                             |
| Zha Shibiao          | Cha Shih-piao      | 查士標                      | 查士标                    | 1615–1698                   |                                                                             |
| Zhǎn Zǐqián          | Chan Tzu-ch'ien    | 展子虔                      | 展子虔                    | Dinastia Sui                |                                                                             |
| Zhāng Dàqiān         | Chang Ta-ch'ien    | 張大千                      | 张大千                    | 1899–1983                   |                                                                             |
| Zhang Lu             | Chang Lu           | 張路                        | 张路                      | 1464–1538                   |                                                                             |
| Zhāng Sēngyáo        | Chang Seng-yao     | 張僧繇                      | 张僧繇                    | 502–557                     |                                                                             |
| Zhang Shengwen       | Chang Sheng-wen    | 張勝溫                      | 张胜温                    | activ în perioada 1163–1189 |                                                                             |
| Zhang Shunzi         | Chang Shun-tzu     | 張舜咨                      | 张舜咨                    | Dinastia Yuan               |                                                                             |
| Zhāng Shūqí          | Chang Shu-ch'i     | 張書旂                      | 张书旗                    | 1900–1957                   | [ 5 ]                                                                       |
| Zhang Wo             | Chang Wo           | 張渥                        | 张渥                      | Dinastia Yuan               |                                                                             |
| Zhāng Xuān           | Chang Hsüan        | 張萱                        | 张萱                      | Dinastia Tang               |                                                                             |
| Zhang Yan            | Chang Yen          | 張彥                        | 张彦                      | Dinastia Ming               |                                                                             |
| Zhang Yin            | Chang Yin          | 張吟                        | 张吟                      | Dinastia Qing               |                                                                             |
| Zhāng Zéduān         | Chang Tse-tuan     | 張擇端                      | 张择端                    | Dinastia Song din Nord      |                                                                             |
| Zhang Zongcang       | Chang Tsung-ts'ang | 張宗蒼                      | 张宗苍                    | Dinastia Qing               |                                                                             |
| Zhào Jí              | Chao Chi           | 趙佶                        | 赵佶                      | 1082–1135                   | Împăratul Huizong, Dinastia Song (宋徽宗)                                   |
| Zhào Mèngfǔ          | Chao Meng-fu       | 趙孟頫                      | 赵孟頫                    | 1254–1322                   | caligraf                                                                    |
| Zhao Yong            | Chao Yung          | 趙雍                        | 赵雍                      | Dinastia Yuan               |                                                                             |
| Zhao Yuan            | Chao Yüan          | 趙原                        | 赵原                      | Dinastia Yuan               |                                                                             |
| Zhào Zhīqiān         | Chao Chih-ch'ien   | 趙之謙                      | 赵之谦                    | 1829–1884                   | sculptor sigilii, caligraf                                                  |
| Zhao Zuo             | Chao Tso           | 趙左                        | 赵左                      | Dinastia Ming               |                                                                             |
| Zhèng Xiè            | Cheng Hsieh        | 鄭燮                        | 郑燮                      | 1693–1765                   | nume de curtoazie Bǎnqiáo 板橋;                                             |
| Zhou Chen            | Chou Ch'en         | 周臣                        | 周臣                      | Dinastia Ming               |                                                                             |
| Zhōu Fǎng            | Chou Fang          | 周昉                        | 周昉                      | ca. 730–800                 |                                                                             |
| Zhou Jichang         | Chou Chi-ch'ang    | 周季常                      | 周季常                    | Dinastia Song               |                                                                             |
| Zhou Shuxi           | Chou Shu-hsi       | 周淑禧                      | 周淑禧                    | 1624–1705                   |                                                                             |
| Zhou Wenjing         | Chou Wen-ching     | 周文靖                      | 周文靖                    | Dinastia Ming               |                                                                             |
| Zhou Zhimian         | Chou Chih-mien     | 周之冕                      | 周之冕                    | Dinastia Ming               |                                                                             |
| Zhū Dā               | Chu Ta             | 朱耷                        | 朱耷                      | 1626–1705                   | cunoscut și ca Bada Shanren, călugăr budist                                 |
| Zhu Derun            | Chu Te-jun         | 朱德潤                      | 朱德润                    | Dinastia Yuan               |                                                                             |
| Zhu Zhanji           | Chu Chan-chi       | 朱瞻基                      | 朱瞻基                    | 1398–1435                   | cunoscut și ca Împăratul Xuande, Dinastia Ming                              |
| Zou Yigui            | Tsou I-kui         | 鄒一桂                      | 邹一桂                    | Dinastia Qing               |                                                                             |
| Zou Zhe              | Tsou Che           | 鄒喆                        | 邹喆                      | Dinastia Qing               |                                                                             |